# Chang: A Drama of the Wilderness
Chang (pełny tytuł ang.: Chang: A Drama of the Wilderness) – amerykański film z 1927 roku w reżyserii Meriana C. Coopera.

## Nagrody i nominacje
| Nazwa nagrody | Wygrane            | Nominacje                                                                                      |
| ------------- | ------------------ | ---------------------------------------------------------------------------------------------- |
| Oscar         | 1929 bez rezultatu | 1929 Najlepsza niepowtarzalna i artystyczna produkcja filmowa wytwórnia Paramount Famous Lasky |